# Jolanda van Meggelen
Jolanda van Meggelen est une judokate néerlandaise des années 1980.
Elle compte à son palmarès une médaille de bronze mondiale et une médaille d'argent européenne.

## Palmarès international
| Année | Compétition           | Lieu     | Résultat | Catégorie         |
| ----- | --------------------- | -------- | -------- | ----------------- |
| 1980  | Championnats du monde | New York | 3e       | Moins de 72 kg    |
| 1982  | Championnats d'Europe | Oslo     | 2e       | Toutes catégories |